# Kretische Vasenmalerei
Die Kretische Vasenmalerei war ein regionaler Stil der Griechischen Vasenmalerei. Sie ist nicht mit der Kreto-Minoischen Vasenmalerei zu verwechseln.
Anders als auf dem griechischen Festland, den Kykladen und der Ägäis hielt man während der gesamten protogeometrischen Zeit auf Kreta an den Bügelkannen fest. Einflüsse der Spät- und submykenischen Vasenmalerei sind noch vorhanden, obwohl der Einfluss der attischen Keramik immens ist. Kennzeichnend für alte Einflüsse sind die Verzierungen der Gefäße mit Menschen und Tieren. Krieger mit quadratischen Schilden werden gezeigt, Jäger, Löwen, Rehe, Greifen und Vögel. Auf Kreta setzte sich schon sehr schnell im 9. Jahrhundert v. Chr. der Geometrische Stil durch. Vor allem in der mittleren Phase war er sehr von attischen Vorbildern geprägt. So übernahmen die kretischen Töpfermaler den an einem Zirkel befestigten Mehrfachpinsel. Später orientierten sie sich eher an korinthischen Vorbildern. Ebenfalls schon seit dem 9. Jahrhundert v. Chr., also weitaus früher als anderenorts in der griechischen Welt, wurde mit orientalisierenden Motiven experimentiert. Dieser Stil wird deshalb „Protogeometrisch-B-Stil“ genannt. Möglicherweise hingen diese Experimente mit Einwanderungen aus dem Osten nach Knossos zusammen. Doch währte dieses Experiment nur kurze Zeit, und man kehrte zu einem strengen geometrischen Stil zurück. Erst im späten 8. Jahrhundert kam es zu einem neuen Versuch im orientalisierenden Stil. Auf Kreta entstand dabei eine spezielle, eklektische Dekorform. Florale Muster, Bänder und Zungenmuster, die mit subgeometrischen Formen wie konzentrischen Kreisen durchsetzt waren, herrschten vor. Tiere, vor allem Vögel, werden oft gezeigt, seltener hingegen Menschen. Wenn Menschen erscheinen, dann eher Klagefrauen oder Göttinnen, weniger oft mythologische Szenen. Grabpithoi in Knossos wurden häufig polychrom bemalt. Verwendet wurde dazu heller roter und blauer Dekor auf einem weißen Überzug. Üblich waren Umrisszeichnungen, doch gab es auch Versuche mit Ritzungen. Die kretischen Künstler orientierten sich an vielen anderen Regionalstilen. Neben attischen und korinthischen Einflüssen ist auch ein kyprischer Einfluss erkennbar. Doch entsprangen viele Entwicklungen lokalen Traditionen.